# Kondoma
Die Kondoma (russisch Кондома) ist ein 392 km langer linker Nebenfluss der Tom im südlichen Westsibirien in Russland.

## Flusslauf
Die Kondoma entspringt am Kamm Bijskaja Griwa (Бийская Грива) bei etwa 800 m. Weiter fließt sie – immer auf dem Territorium der Oblast Kemerowo – durch das nach dem Volk der Schoren Bergschorien genannte Bergland zwischen Altai und Sajangebirge, um schließlich im Süden des Kusbass bei Nowokusnezk in die Tom zu münden (bei etwa 200 m).
Das Einzugsgebiet der Kondoma umfasst 8270 km². Bei Kusedejewo, 73 km von der Mündung entfernt, beträgt die mittlere Wasserführung 130 m³/s. Im Unterlauf ist der Fluss stellenweise über 100 m breit, bis 2 m tief, die Fließgeschwindigkeit beträgt 1,0 m/s. Die wichtigsten Nebenflüsse sind von rechts der Mundybasch (Мундыбаш) und von links der Antrop (Антроп).
Am Fluss liegen die Städte Taschtagol, Kaltan und Ossinniki. Das Tal ist im Mittel- und Unterlauf des Flusses ab Taschtagol abschnittsweise bergbaulich und industriell stark erschlossen, mit entsprechenden negativen Auswirkungen auf die Ökologie. Im Tal verlaufen teilweise Eisenbahnstrecke und Straße Nowokusnezk - Taschtagol.
Die Kondoma gefriert von Ende Oktober / November bis Ende April / Mai. Sie ist nicht schiffbar, kann aber für Holzflößerei genutzt werden.